# Потенціал (фізика)
Потенціа́л (скалярний потенціал) векторного поля {\displaystyle \mathbf {A} } — це така скалярна функція {\displaystyle \phi }, що у всіх точках визначення поля {\displaystyle \mathbf {A} } з точністю до знаку дорівнює градієнту {\displaystyle \phi }:
{\displaystyle \mathbf {A} =-\operatorname {grad} \phi }.

## Потенціальні поля
Поле називається потенціальним, якщо для нього існує скалярний потенціал. Неперервне векторне поле в однозв'язній області тримірного простору є потенціальним тоді і тільки тоді, коли
воно є безвихровим:
{\displaystyle \mathbf {A} =-\operatorname {grad} \,\phi \Leftrightarrow \operatorname {rot} \,\mathbf {A} =0}.
Для потенціальних полів криволінійний інтеграл між двома точками
{\displaystyle \int \limits _{C}\mathbf {A} (\mathbf {r} )\,\mathbf {dr} }
не залежить від шляху інтегрування {\displaystyle C}, що з'єднує ці точки. Ця умова рівносильна тому, що інтеграл по будь-якому замкнутому контуру {\displaystyle C} буде рівний нулю:
{\displaystyle \oint \limits _{C}\mathbf {A} (\mathbf {r} )\,\mathbf {dr} =0}.

## Скалярний потенціал силових полів
Скалярний потенціал — енергетична характеристика силового поля. В скалярному потенціальному силовому полі робота з пересування пробного тіла не залежить від шляху, а лише від координат початкової та кінцевої точки.
Чисельно потенціал дорівнює роботі, яку здійснюють сили поля, пересуваючи одиницю маси (потенціал тяжіння) чи електричного заряду (електростатичний потенціал) з цієї точки поля до точки, де потенціал вважають рівним нулю. Зазвичай потенціал вважають нульовим на нескінченості. Отже, потенціал — це величина, що чисельно (але не за розмірністю) дорівнює роботі, витраченій на пересування пробного тіла з нескінченості в цю точку простору.